# Araeomorpha
Araeomorpha là một chi bướm đêm thuộc họ Crambidae.

## Species
- Araeomorpha diplopa (Lower, 1903)
- Araeomorpha limnophila Turner, 1937